# Langeberg
Die Langeberge (englisch; afrikaans: Langeberg) sind ein Gebirgszug in der Provinz Westkap in Südafrika und gehören zum Kap-Faltengürtel. Der Gebirgszug erstreckt sich in westöstlicher Richtung über eine Länge von 200 Kilometern. Der westlichste Punkt des Höhenzugs liegt nordöstlich von Worcester im Bereich des Keeromsberg (2072 m, Lage: ), von wo sich die Gebirgskette in südöstliche Richtung über Montagu bis nach Swellendam hinzieht. Hier knickt sie im Bereich des Clock Peaks/Misty Point (1710 m, Lage: ) nach Osten und endet am Durchbruchstal des Gouritz River (Lage: ). Jenseits dieses Flusses setzt sich der Gebirgszug als Outeniqua-Berge fort.
Im Norden werden sie durch die Halbwüste Kleine Karoo begrenzt, im Süden liegen die im Westen die Sonderend-Berge sowie die weiten Flächen des Lower Langeberg, dabei die Overbergregion.
Entlang der Langeberg Mountains liegen die Marloth Nature Reserve, die Boosmansbos Wilderness Area und der Garcia State Forest. Der höchste Berg der Kette ist der 1710 Meter hohe Misty Point (auch Clock Peaks) liegt in der Marloth Nature Reserve nördlich von Swellendam.
In dem Gebirgszug gibt es von West nach Ost die folgenden Pässe:
- Cogmanskloof Pass, verbindet Montagu und Robertson (Regionalstraße R62)
- Tradouws Pass, verbindet Barrydale mit Swellendam und Heidelberg (Regionalstraße R324)
- Garcia’s Pass, verbindet Riversdale und Ladismith (Regionalstraße R323)

Die hydrologischen Verhältnisse werden durch die Flusssysteme des Breede River und des Gouritz River bestimmt. Beide Flüsse entwässern den Gebirgszug von seinen Nord- und Südflanken in den Indischen Ozean.